# Desis galapagoensis
Desis galapagoensis är en spindelart som beskrevs av Hirst 1925. Desis galapagoensis ingår i släktet Desis och familjen Desidae. Inga underarter finns listade i Catalogue of Life.